# Canitz (Riesa)
Canitz ist ein zu Riesa gehöriges Dorf. Der Ort liegt zwei Kilometer westlich der Stadt direkt nördlich der Leipzig-Dresdner Eisenbahn, in der Nähe des Riesaer Ortsteils Mautitz. Nordöstlich grenzt der Riesaer Ortsteil Pochra an. Durch das Dorf fließt die Döllnitz, die bei Merzdorf in die Elbe mündet.
In Canitz leben rund 540 Einwohner (2019). Um den alten Dorfkern herum wurden vor allem seit 1990 zahlreiche Einfamilienhäuser neu gebaut.

## Geschichte
Canitz ist eine slawische Gründung; das Dorf existierte vermutlich schon im 9. Jahrhundert. Nach der deutschen Eroberung der Gegend an der Elbe wurde in Canitz zur Wende vom 10. zum 11. Jahrhundert eine Wasserburg als Herrensitz errichtet. Im 13. Jahrhundert wurde die Kirche erbaut.
Die alte Wasserburg wurde um 1550 durch einen Schlossbau ersetzt, der im Dreißigjährigen Krieg abbrannte. Auch das gesamte Dorf hatte sehr in diesem Krieg sehr unter Durchzügen, Plünderungen, Verwüstungen und Seuchen zu leiden.
Von 1693 bis 1697 ließ Andreas Dietrich von Schleinitz, Besitzer von Canitz, die Kirche umbauen und erweitern. Unter anderem wurde ein neuer höherer Turm hinzugefügt. Fehler beim Bau führten immer wieder zu Schäden, insbesondere Rissen am Turm, die mehrfach kostspielig repariert werden mussten. Im Siebenjährigen Krieg plünderten preußische Soldaten 1758 die Kirche; sie stahlen unter anderem die Orgelpfeifen aus Zinn.

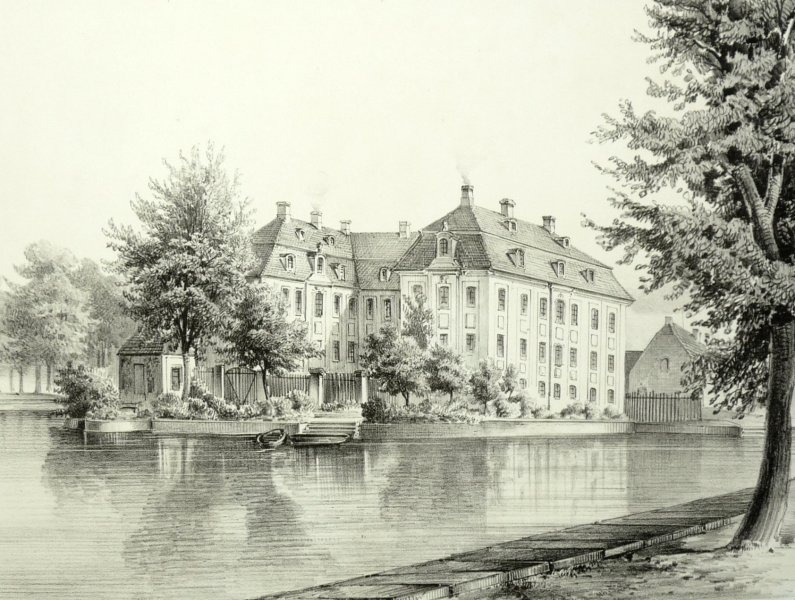
Schloss Canitz

1764 wurde in Canitz ein neues Schloss erbaut. 1819 wurde die erste Canitzer Schule errichtet. 1824 wurde Florian Risse erster offizieller Ortsratsvorsitzender.
1945 wurde das Schloss enteignet und Flüchtlinge dort einquartiert. 1948 verfügten die Behörden den Abriss. An Stelle des Schlosses und des zugehörigen Gartens wurde ein Sportplatz angelegt.
Wegen Einsturzgefahr musste 1967 die Kirche geschlossen werden. Da zu DDR-Zeiten keine Mittel für die Renovierung vorhanden waren, entschloss sich die Kirchgemeinde zum Abriss, der dann im Sommer 1975 erfolgte, wobei man aber die Außenmauern etwa vier bis fünf Meter hoch stehen ließ.

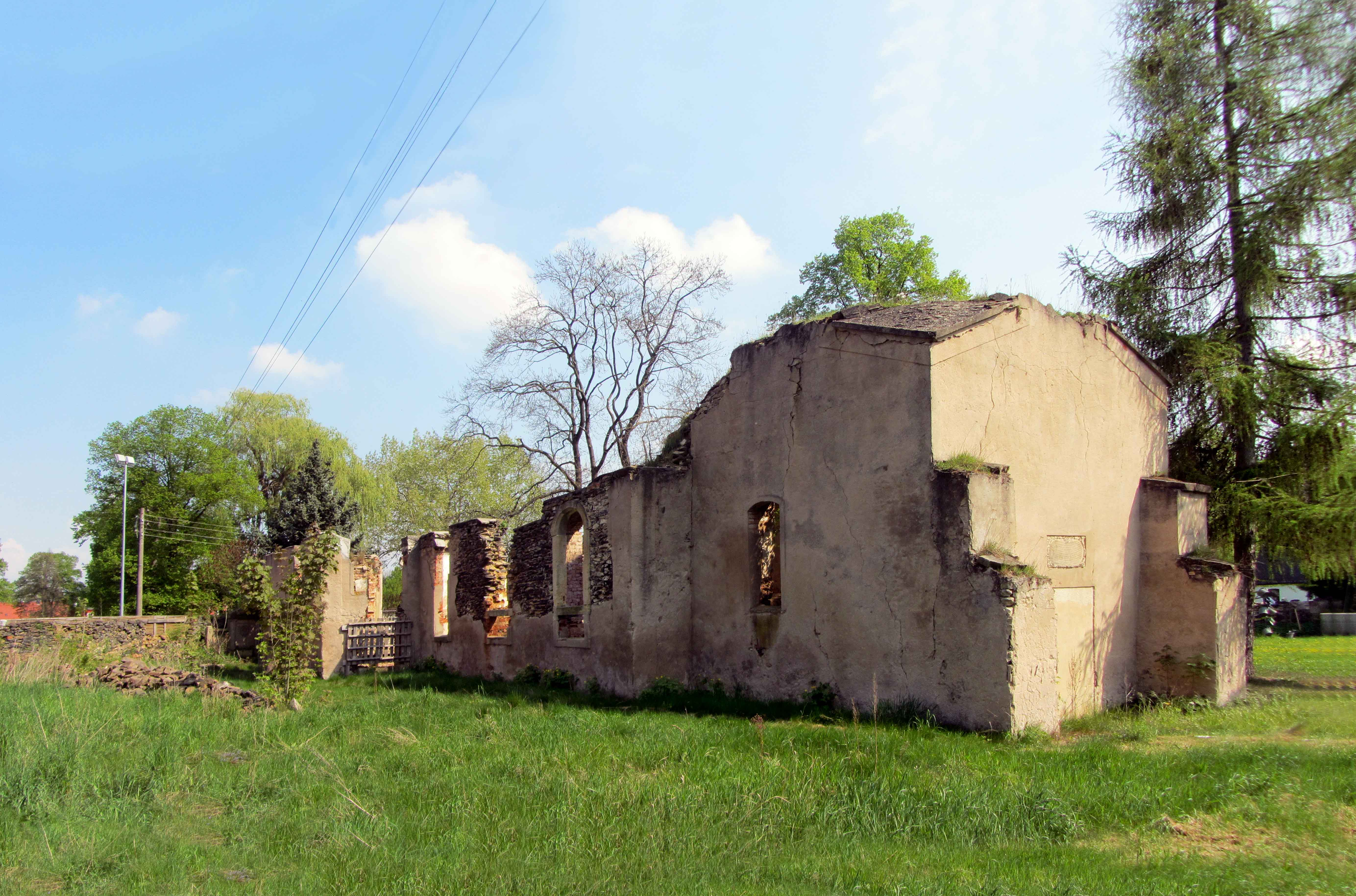
Reste der Kirche Canitz

Im Jahr 1974 wurden Canitz und das benachbarte Pochra nach Riesa eingemeindet.
2005 hat sich ein Verein gebildet, der den Wiederaufbau der Dorfkirche betreibt. Dieser konnte mit der Wiedereröffnung im Jahr 2022 erfolgreich abgeschlossen werden.

### Bevölkerungsentwicklung
| Jahr | Einwohner                                                |
| ---- | -------------------------------------------------------- |
| 1551 | 23 besessene Mann, 45 Einwohner                          |
| 1764 | 23 besessene Mann, 15 Häusler, 10,5 Hufen je 40 Scheffel |
| 1834 | 341                                                      |
| 1871 | 372                                                      |
| 1890 | 452                                                      |
| 1910 | 515                                                      |

| Jahr | Einwohner |
| ---- | --------- |
| 1925 | 591       |
| 1939 | 685       |
| 1946 | 910       |
| 1950 | 877       |
| 1964 | 1043      |

## Persönlichkeiten
- Carl (Karl) Traugott Thieme (1745–1802), Pädagoge, Theologe